# Clypeopatella cylindrospora
Clypeopatella cylindrospora är en svampart som beskrevs av Petr. 1942. Clypeopatella cylindrospora ingår i släktet Clypeopatella, divisionen sporsäcksvampar och riket svampar.   Inga underarter finns listade i Catalogue of Life.